# Fatiga del piloto

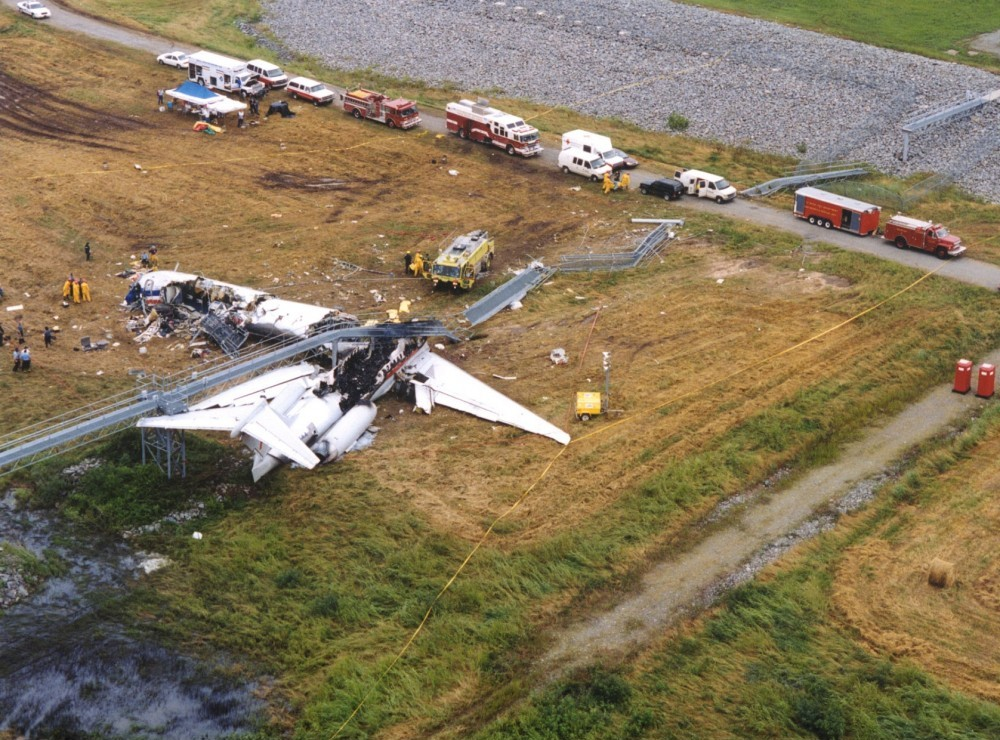
Restos del vuelo 1420 de American Airlines después de salirse de la pista en condiciones climáticas adversas debido a un error del piloto provocado por la fatiga de los pilotos.

La fatiga del piloto (en inglés: Pilot fatigue) es un estado fisiológico que reduce las capacidades de los pilotos para responder durante una emergencia o durante cualquier fase del vuelo a niveles extremadamente bajos que pueden tener un alto riesgo de provocar un accidente, esto debido a la falta de sueño.
La Organización de Aviación Civil Internacional (OACI) define la fatiga como:

"Un estado fisiológico de capacidad de rendimiento mental o físico reducida resultante de la pérdida de sueño o vigilia prolongada, fase circadiana o carga de trabajo".

El fenómeno supone un gran riesgo para la tripulación y los pasajeros de un avión porque aumenta significativamente la posibilidad de que el piloto pueda cometer errores. La fatiga es particularmente frecuente entre los pilotos debido a:

"Horas de trabajo impredecibles, largos períodos de servicio, alteración circadiana y sueño insuficiente".

Estos factores pueden ocurrir juntos para producir una combinación de privación de sueño, efectos del ritmo circadiano y fatiga por "tiempo en la tarea". Los reguladores de aviación intentan mitigar la fatiga limitando el número de horas que los pilotos pueden volar durante períodos de tiempo prolongados o variables.

## Efectos sobre la seguridad del vuelo
Se estima que entre el 4 y el 7% de los incidentes y accidentes de aviación civil pueden atribuirse a pilotos fatigados.

"En los últimos 16 años, la fatiga se ha asociado con 250 muertes en accidentes de aerolíneas."
— Robert Sumwalt, vicepresidente de la NTSB, en un simposio de la FAA en julio de 2016.

Los síntomas asociados con la fatiga incluyen tiempos de reacción más lentos, dificultad para concentrarse en las tareas que resultan en errores de procedimiento, lapsos de atención, incapacidad para anticipar eventos, mayor tolerancia al riesgo, olvidos y menor capacidad para tomar decisiones. La magnitud de estos efectos se correlaciona con el ritmo circadiano y la duración del tiempo de vigilia. El rendimiento se ve más afectado cuando hay una combinación de vigilia prolongada e influencias circadianas.

### Estudios sobre los efectos de la fatiga
Un estudio de la Administración Federal de Aviación (FAA) sobre 55 accidentes de aviación causados por factores humanos entre 1978 y 1999 concluyó que el número de accidentes aumentaba proporcionalmente por la  cantidad de tiempo en el que el capitán había estado en servicio. La proporción de accidentes en relación con la proporción de exposición aumentó de 0,79 (1 a 3 horas de servicio) a 5,62 (más de 13 horas de servicio). Según el estudio, el 5,62% de los accidentes causados por factores humanos ocurrieron a pilotos que habían estado en servicio durante 13 horas o más, lo que representa solo el 1% del total de horas de servicio de los pilotos.
En otro estudio de Wilson, Caldwell y Russell,  se dieron a los participantes tres tareas diferentes que simulaban el entorno del piloto. Las tareas incluían reaccionar a las luces de advertencia, gestionar escenarios simulados en la cabina de vuelo y realizar una misión simulada de un UAV. El rendimiento de los sujetos se evaluó en un estado de buen descanso y nuevamente después de estar privados de sueño. En las tareas que no eran tan complejas, como reaccionar a las luces de advertencia y responder a las alertas automáticas, se encontró que hubo una disminución significativa en el rendimiento durante la etapa de privación de sueño. Los tiempos de reacción a las luces de advertencia aumentaron de 1,5 a 2,5 segundos y el número de errores se duplicó en la cabina. Sin embargo, se encontró que las tareas que eran atractivas y requerían más concentración no se vieron afectadas significativamente por la falta de sueño. El estudio concluyó que

"... los efectos de la fatiga pueden producir un rendimiento deficiente. El grado de deterioro del rendimiento parece ser una función de la cantidad de horas que se pasa despierto y el valor del 'compromiso' de la tarea".

Un estudio de la Fuerza Aérea de los Estados Unidos encontró discrepancias significativas en cuanto a cómo la fatiga afecta a diferentes individuos. En él se hizo un seguimiento del desempeño de diez pilotos del F-117 en un simulador de vuelo de alta fidelidad. Los sujetos estuvieron privados de sueño durante 38 horas y se monitoreó su desempeño durante las últimas 24 horas. Después de la corrección de la línea de base, las diferencias individuales sistemáticas variaron en un 50% y se concluyó que el efecto de la fatiga en el desempeño variaba drásticamente entre los individuos.

## Entorno
El primer paso para comprender el impacto que puede tener la fatiga en la seguridad de vuelo es cuantificarla dentro del entorno de la aerolínea. La gerencia de una aerolínea a menudo tiene dificultades para equilibrar los períodos de descanso con los de servicio porque se esfuerza por lograr la máxima productividad de los pilotos. Sin embargo, la fatiga se presenta como una limitación que requiere una consideración cada vez mayor.
Un estudio de Reis et al. investigó la prevalencia de la fatiga en un grupo de pilotos de aerolíneas portuguesas. 1, 500 pilotos de aerolíneas activos que habían volado en los últimos seis meses recibieron un cuestionario. De la población, se recibieron 456 respuestas confiables. Se realizó una prueba previa para determinar la viabilidad de la escala de fatiga adoptada durante la prueba, llamada Escala de Gravedad de la Fatiga (FSS). El propósito de la encuesta de validación fue establecer un punto de referencia (es decir, FSS = 4) en un nivel aceptable de fatiga para la cultura portuguesa. La escala varió de 1, que significa sin fatiga, a 7, que es alta en fatiga. Los participantes tuvieron un mes y medio para responder la pregunta. Los resultados sobre la fatiga física encontraron que el 93% de los pilotos de corta/media distancia de vuelo obtuvieron una puntuación superior a 4 en la FSS, mientras que el 84% de los pilotos de larga distancia obtuvieron una puntuación superior a 4. La fatiga mental se encontró en el corto/medio recorrido en el 96% y en el largo recorrido en el 92%. El cuestionario también preguntaba: ¿Se siente tan cansado que no debería estar a los mandos?. El 13% de los pilotos dijo que esto nunca le había sucedido. El 51% de todos los participantes dijo que le había sucedido unas cuantas veces. Las limitaciones del estudio fueron: los niveles de fatiga son subjetivos y la investigación no intentó controlar el número de veces que los pilotos tenían disponibilidad para responder a los cuestionarios. En general, el estudio establece que los pilotos están sujetos a altos niveles de fatiga en el trabajo. Los niveles de fatiga recopilados también se compararon con una prueba de validación realizada en pacientes con esclerosis múltiple en Suiza. Estos pacientes mostraron niveles de fatiga promedio de 4,6 mientras que los pilotos del estudio portugués obtuvieron una puntuación media de 5,3.
Un estudio de Jackson y Earl que investigaba la prevalencia de la fatiga entre los pilotos de vuelos de corta distancia también reveló una alta prevalencia de la fatiga.  El estudio consistió en un cuestionario que se publicó en un sitio web, la red Professional Pilot's Rumour (PPRUNE), y se pudieron obtener 162 respuestas. De los 162, todos pilotos de vuelos de corta distancia, el 75% fueron clasificados como que habían experimentado fatiga severa. Según los resultados del cuestionario, el estudio también demostró que los pilotos que estaban muy preocupados por su nivel de fatiga durante el vuelo a menudo puntuaban más alto en la escala de fatiga y, por lo tanto, era probable que experimentaran más fatiga. No solo esto, los factores operativos, por ejemplo, un cambio en los vuelos o de un vuelo a un tiempo discrecional, a menudo hacen que el piloto experimente una mayor fatiga.
Por otra parte, la investigación de Samen, Wegmann y Vejvoda investigó la variación de la fatiga entre los pilotos de larga distancia.  50 pilotos, todos de aerolíneas alemanas, participaron en la investigación. Como participantes, los pilotos fueron sometidos a medidas fisiológicas antes del despegue y durante el vuelo y llenaron registros de rutina que registraban sus tiempos de sueño y despertar. Los pilotos también completaron dos cuestionarios. El primero reflejaba los sentimientos de fatiga antes y después del vuelo, registrados antes del despegue, intervalos de 1 hora durante el vuelo y luego inmediatamente después del aterrizaje. El segundo cuestionario fue el índice de carga de tareas de la NASA.
El segundo cuestionario, administrado también durante el vuelo, evaluó diferentes dimensiones, incluidas las exigencias mentales, físicas y temporales, así como el rendimiento. Los hallazgos clave del estudio indicaron que los vuelos de ida desde el aeropuerto de origen se calificaron como menos estresantes y los vuelos nocturnos se calificaron como los más estresantes. Las medidas fisiológicas revelaron que los microsueños registrados por los EEG aumentaron progresivamente con el servicio de vuelo. Los microsueños son registros de la actividad de las ondas alfa y ocurren durante la relajación en estado de vigilia, lo que a menudo da como resultado la pérdida de atención. Se consideran microsueños si duran menos de treinta segundos. Los casos de microsueños en los pilotos de los vuelos de ida fueron la mitad en comparación con el número en los vuelos de llegada de regreso a la base de origen, lo que demuestra que la fatiga es más frecuente en los vuelos de regreso a casa. Los pilotos son más propensos a los microsueños durante la fase de crucero del vuelo, mientras que están más alerta y es menos probable que experimenten microsueños durante las fases de despegue, aproximación final y aterrizaje del vuelo. Los resultados también muestran que la fatiga era mayor durante los vuelos nocturnos porque los pilotos ya habían estado despiertos durante más de 12 horas y comenzaban a trabajar a la hora en que debían irse a dormir.

### Autoevaluación
Los pilotos a menudo tienen que recurrir a la autoevaluación para decidir si están, o no, en condiciones de volar. La lista de verificación IMSAFE es un ejemplo de autoevaluación. Otra medida que un piloto puede emplear para determinar con mayor precisión su nivel de fatiga es la Escala de Fatiga de Siete Puntos (SPS) de Samn-Perelli. La evaluación tiene una escala de 1 a 7, donde 1 se describe como “completamente alerta y completamente despierto”, mientras que 7 se describe como “completamente exhausto, incapaz de funcionar de manera efectiva”.
Todos los niveles intermedios tienen descripciones que ayudan al piloto a tomar una decisión. Otro ejemplo de autoevaluación es simplemente una escala visual y analógica. La prueba está representada por una línea con las etiquetas Sin fatiga y Fatiga en dos extremos. Luego, el piloto dibujará una marca donde sienta que está. Las ventajas de la autoevaluación incluyen que son rápidas y fáciles de administrar, se pueden agregar a las listas de verificación de rutina y, al ser más descriptivas, permiten al piloto tomar una mejor decisión. Las desventajas incluyen que es fácil para el piloto hacer trampa y, a menudo, son difíciles de refutar.
Entre 2010 y 2012, se pidió a más de 6.000 pilotos europeos que evaluaran por sí mismos el nivel de fatiga que experimentaban. Estas encuestas revelaron que más del 50% de los pilotos encuestados perciben la fatiga como un factor que afecta a su capacidad para desempeñarse bien durante el vuelo. Las encuestas muestran que, por ejemplo, el 92% de los pilotos en Alemania declaran que se han sentido demasiado cansados o no aptos para el servicio mientras estaban en la cabina de vuelo al menos una vez en los últimos tres años. Sin embargo, por temor a acciones disciplinarias o estigmatización por parte del empleador o los colegas, el 70-80% de los pilotos fatigados no presentarían un informe de fatiga ni se declararían no aptos para volar. Solo el 20-30% se declararán no aptos para el servicio o presentarán un informe en caso de que esto suceda.

## Prevención
Desde la década de 1930, las aerolíneas han sido conscientes del impacto de la fatiga en las capacidades cognitivas y la toma de decisiones de los pilotos. Hoy en día, la prevalencia y la prevención de la fatiga atrae una mayor atención debido al auge de los viajes aéreos y porque el problema se puede abordar con nuevas soluciones y contramedidas.

### Estrategias en vuelo
- Siesta en la cabina: Una siesta de cuarenta minutos después de un largo período de vigilia puede ser extremadamente beneficiosa. Como se demostró en el estudio de Rosekind, los pilotos que tomaron una siesta de 40 minutos estuvieron mucho más alerta durante los últimos 90 minutos del vuelo y también respondieron mejor en la prueba de vigilancia psicomotora (PVT), mostrando tasas de respuesta más rápidas y menos lapsos. El grupo de control que no había tomado una siesta mostró lapsos durante las fases de aproximación final y el aterrizaje. La siesta en la cabina de vuelo es una herramienta de gestión de riesgos para controlar la fatiga.[15] La Administración Federal de Aviación (FAA) aún no ha adoptado la estrategia de la siesta en la cabina, sin embargo, la están utilizando aerolíneas como British Airways, Air Canada, Emirates, Air New Zealand y Qantas.[16]
- Los descansos para realizar actividades son otra medida que se ha demostrado que es más beneficiosa cuando un piloto experimenta una pérdida parcial del sueño o altos niveles de fatiga. La fatiga alta coincide con el valle circadiano en el que el cuerpo humano experimenta su temperatura corporal más baja. Los estudios demostraron que la somnolencia era significativamente mayor en los pilotos fatigados que no habían tomado descansos para caminar.[17]
- Dormir en literas es otra estrategia eficaz durante el vuelo. Según la zona horaria desde la que despeguen los pilotos, pueden determinar en qué momentos del vuelo se sentirán somnolientos sin darse cuenta. Los humanos suelen sentirse más somnolientos a media mañana y luego a media tarde. [16]
- La asignación de turnos o relevos durante el vuelo implica asignar a la tripulación tareas específicas en momentos específicos durante el vuelo para que los demás miembros de la tripulación tengan tiempo para pausas de actividades y dormir en literas. Esto permite que los miembros de la tripulación que hayan descansado bien puedan trabajar durante las fases críticas del vuelo. Será necesario realizar más investigaciones para demostrar la cantidad óptima de miembros de la tripulación que son suficientes para que una tripulación operativa bien descansada pueda operar el vuelo de manera segura.[16]
- Una iluminación adecuada en la cabina es fundamental para reducir la fatiga, ya que inhibe la producción de melatonina. Los estudios han demostrado que simplemente aumentar el nivel de iluminación a 100-200 lux mejora el estado de alerta en la cabina. El nivel de 100 lux es el mismo que la iluminación de la habitación y, por lo tanto, no afectaría la visión nocturna del piloto.[18]

### Estrategias alternativas
- Aunque a los pilotos se les suele dar tiempo de descanso, el entorno en sí puede no ser favorable para lograr una recuperación completa del sueño. La temperatura puede ser demasiado cálida, el lugar ruidoso o el cambio de zona horaria puede no facilitar el sueño biológico. Como resultado, el uso de medicamentos sin receta puede ser eficaz. El Zolpidem es un compuesto farmacéutico con una vida media de dos horas y media y el fármaco se metaboliza completamente en 10 horas. Puede usarse para iniciar el sueño y ayudar a obtener un buen descanso. No debe combinarse con siestas en la cabina. El fármaco tampoco tiene efectos secundarios, mejora la calidad del sueño sin causar insomnio ni efectos perjudiciales en el estado de alerta al día siguiente. Como saben los pilotos, no deben tener ninguna cantidad de fármaco presente en sus sistemas en el momento en que comienzan el servicio.[6] Sin embargo, el experto en sueño Matthew Walker ha cuestionado el uso de tales fármacos hipnóticos para el sueño, ya que pueden no inducir un sueño real.[19]
- La implementación de una lista de verificación personal para evaluar la fatiga antes de un vuelo puede ayudar a un piloto a decidir si se siente en condiciones de volar. La lista de verificación de Samn-Perelli es una buena medida con una escala de 1 a 7, donde 1 significa "totalmente alerta" y 7 significa "completamente exhausto e incapaz de funcionar".[13]
- La implementación de modelos de predicción de fatiga, como el modelo de sueño, actividad, fatiga y eficacia de la tarea, optimiza la programación al poder predecir la fatiga del piloto en cualquier momento. Aunque el modelo matemático está limitado por las diferencias individuales de los pilotos, es la predicción más precisa existente porque tiene en cuenta los cambios de zona horaria, el tiempo de vigilia y la duración del descanso anterior.[16]
- Monitoreo del sueño y la fatiga: el uso de monitores de sueño que se pueden llevar en la muñeca para realizar un seguimiento preciso del sueño. Tradicionalmente, el sueño se registra mediante una estimación personal que es inexacta. Con esta tecnología, los entes reguladores de aviación podrían implementar restricciones operativas o precauciones para los pilotos que hayan dormido menos de ocho horas en las 24 horas anteriores.
- A principios de 2007, el 201.º Escuadrón de Transporte Aéreo de la Guardia Nacional Aérea del Distrito de Columbia (ANG) integró con éxito la herramienta de programación de prevención de fatiga (FAST) en sus operaciones de programación diarias. Esta integración requirió la atención a tiempo completo de dos pilotos programadores, pero produjo datos valiosos de mitigación de riesgos que podrían ser utilizados por los planificadores y líderes para predecir y ajustar los momentos críticos de fatiga en el programa de vuelo. [20] En agosto de 2007, la División de Seguridad de la Aviación de la Guardia Nacional Aérea, bajo la dirección del teniente coronel Edward Vaughan, financió un proyecto para mejorar la interfaz de usuario de FAST, permitiendo el uso diario por parte de los pilotos programadores y la integración con el software de programación de vuelos automatizados. Esta interfaz mejorada y con capacidad de respuesta al usuario, conocida como Flyawake, fue concebida y administrada por el capitán Lynn Lee y desarrollada por Macrosystems. El proyecto citó datos empíricos recopilados en operaciones de aviación de combate y no combate, y desafió las políticas establecidas del gobierno de los Estados Unidos con respecto a la fatiga como un factor en la degradación del rendimiento humano.[21]

### Diseño de cabina
- Las pantallas HUD reducen la necesidad de que el piloto se concentre en la pista de aterrizaje más alejada y en los instrumentos cercanos. El proceso de acomodación ya no es necesario, lo que resulta óptimo para disminuir la aparición de fatiga.
- Las luces intermitentes en la aviónica de los aviones son extremadamente eficaces para captar la atención del piloto, pero contribuyen a la fatiga del mismo. El máximo beneficio se logra utilizando inicialmente luces intermitentes para captar la atención del piloto, pero luego mostrando el mensaje sobre un fondo iluminado de forma fija.[22]

### Consideraciones adicionales
Las aeronaves con el paso del tiempo y el desarrollo de la tecnología, cada vez están más automatizadas, lo que a menudo hace que los pilotos se vuelvan complacientes debido a una menor participación directa con los controles, especialmente durante las fases de crucero de un vuelo de larga distancia. Los tramos largos en crucero pueden hacer que los pilotos se aburran, lo que aumenta la prevalencia del riesgo porque un piloto tardará más tiempo en recuperar el estado de alerta total en caso de emergencia. Las aerolíneas programan dos tripulaciones o un primer oficial subalterno como estrategia para combatir el aburrimiento durante las fases de crucero del vuelo. Las rutinas de "mantenerse despierto" son otra contramedida. Consisten en pequeños eventos en vuelo diseñados para iniciar un problema falso que ha sido introducido previamente por un ingeniero de vuelo. Las rutinas de "mantenerse despierto" no afectan la seguridad del vuelo y su propósito es recuperar el estado de alerta total y la atención indivisa del piloto.

## Reglamento
Los reguladores nacionales de aviación suelen utilizar el enfoque de las horas de servicio para prevenir la fatiga.  Las horas de servicio se miden normalmente por el período de servicio de vuelo, que se define como:

"un período que comienza cuando un miembro de la tripulación de vuelo debe presentarse para el servicio... y que termina cuando la aeronave se estaciona sin intención de [más movimiento]".

Por lo general, se establecen límites al tiempo de servicio de vuelo en períodos de tiempo diarios, semanales y mensuales. Estos límites difieren en función de: qué tipo de operación se está realizando, la hora del día y si el vuelo es de un solo piloto o de varios pilotos. También existen requisitos para el tiempo libre de servicio después de días consecutivos de servicio.
Todos los estados miembros de la OACI establecen algún tipo de límite operacional, pero existen diferencias en la forma en que esto se hace entre países. Una encuesta realizada en diez países reveló que se regulaban un total de doce factores operacionales diferentes, y que cada país regulaba seis factores en promedio. Sin embargo, estos factores a menudo se miden de diferentes maneras y varían significativamente en cuanto a su límite.
Muchos expertos en seguridad aérea consideran que las normas actuales son inadecuadas para combatir la fatiga. Señalan las altas tasas de prevalencia y los estudios de laboratorio como evidencia de la falla de los sistemas actuales. Si bien el sistema actual ayuda a prevenir la privación prolongada del sueño, no tiene en cuenta las alteraciones del ritmo circadiano, la hora del día o la deuda de sueño acumulada. Un estudio concluyó que los hallazgos muestran "la necesidad de aumentar el nivel de conocimiento dentro de la industria sobre las causas y consecuencias de la fatiga y los procesos para su manejo".